# Władysław Nowak (duchowny)
Władysław Nowak (ur. 14 lutego 1940 w Raniżowie, zm. 30 listopada 2020) – polski duchowny katolicki, profesor nauk teologicznych, emerytowany profesor zwyczajny Uniwersytetu Warmińsko-Mazurskiego w Olsztynie, specjalista w zakresie liturgiki i ekumenizmu.

## Życiorys
W 1974 uzyskał stopień naukowy doktora. W 1998 na podstawie dorobku naukowego oraz rozprawy pt. Matka Pana w religijności ewangelików Prus Wschodnich 1525–1945 uzyskał na Wydziale Teologii KUL stopień doktora habilitowanego w zakresie nauk teologicznych, specjalność: teologia pastoralna. W 2003 prezydent RP nadał mu tytuł profesora nauk teologicznych.
Pełnił funkcję kierownika Katedry Teologii Praktycznej i Ekumenizmu UWM oraz rektora Wyższego Seminarium Duchownego Metropolii Warmińskiej „Hosianum” w Olsztynie.

## Publikacje
- Liturgia Godzin Brewiarz dla świeckich (2003)
- Kult Eucharystii w diecezji warmińskiej 1243–1939 (2002)
- Misterium paschalne celebrowane w liturgii sakramentów. Wprowadzenia teologiczno-pastoralne (2001)
- Sekty a młodzież w okresie przemian ustrojowych w Polsce (2001)
- Islam w Europie Wschodniej. Historia i perspektywy dialogu. Materiały konferencji naukowej w Olsztynie w dniu 26 I 2001 r. (wspólnie z Jackiem I. Pawlikiem) (2001)
- Zarys liturgii Kościoła domowego (2000)
- Życie liturgiczne ewangelików Prus Wschodnich w świetle ustaw i agend kościelnych (1525–1945) (2000)
- Matka Pana w religijności ewangelików Prus Wschodnich (1525–1945) (1996)[3]